# 아틀란티카
아틀란티카(Atlantica)는 원생누대에 존재했던 고대륙이다.
지금의 서아프리카와 남아메리카 동부에 위치한 다양한 2가(2 Ga) 크라톤에서 약 20억년 전 원생대에 형성된 고대 대륙이다. 로저스(Rogers)가 1996년에 선보인 이 이름은 고대 대륙의 일부가 현재 남대서양의 반대편에 위치하기 때문에 선택되었다.

## 같이 보기
- 판 구조론